# Diaptomus hirsutus
Diaptomus hirsutus är en kräftdjursart som beskrevs av Wilson. Diaptomus hirsutus ingår i släktet Diaptomus och familjen Diaptomidae. Inga underarter finns listade i Catalogue of Life.